# Nombre de Niggli
Les nombres de Niggli sont des nombres sans dimension employés pour représenter la composition chimique des roches et des minéraux. Ils ont été introduits par Paul Niggli en 1920, comme un outil de classification des roches visant à simplifier celle d'Osann,.
Les nombres de Niggli sont calculés à partir des concentrations en pourcentage d'oxydes des dix éléments majeurs présents dans la plupart des roches et des minéraux (Si, Ti, Al, Fe, Mn, Mg, Ca, Na, K et P). Le calcul peut prendre en compte des éléments traces importants comme Cr, V, Ni, Ba, Sr, Rb, Cs et Li, s'ils ont été analysés (Niggli, 1954).
Les diagrammes de Niggli sont des diagrammes représentant un nombre de Niggli en fonction d'un autre (souvent si, le nombre caractérisant la richesse en silice) voire de deux (diagrammes ternaires), ou bien d'un paramètre indépendant (par exemple une distance ou la hauteur stratigraphique), pour une série d'échantillons de roches ou de minéraux.

## Calcul
Les règles de calcul des nombres de Niggli sont détaillées dans l'article de synthèse de Muthuswami et dans le manuel de Niggli. Le calcul complet se fait comme suit :
1. La composition des roches étant généralement exprimée en fractions massiques (% pds) d'oxydes et de quelques éléments (S, F et Cl), on les convertit en nombres de moles en les divisant par leurs masses molaires respectives (en considérant le soufre comme monoatomique et le fluor et le chlore comme diatomiques : S, F2, Cl2). Dans ce qui suit, les symboles chimiques entre crochets représentent les nombres de moles correspondants.
2. On forme les nombres (provisoires) fm0, c0, al0 et alk0 par :
  - fm0 = [MgO] + [FeO] + [MnO] + [NiO] + [CoO] + [Fe2O3] + [Cr2O3] + [V2O3] ;
  - c0 = [CaO] ;
  - al0 = [Al2O3] ;
  - alk0 = [Na2O] + [K2O] + [Li2O] + [Rb2O] + [SrO] + [BaO].
3. On calcule la somme S = fm0 + c0 + al0 + alk0 puis on s'en sert comme norme pour former les nombres (définitifs) fm, c, al et alk :
  - fm = fm0 ×100/S, c = c0 ×100/S, al = al0 ×100/S et alk = alk0 ×100/S (ces nombres vérifieront donc fm + c + al + alk = 100).
4. On calcule avec la même norme le nombre si et d'autres si nécessaire :
  - si = [SiO2] × 100/S, ti = [TiO2] × 100/S, p = [P2O5] × 100/S, zr = [ZrO2] × 100/S, co2 = [CO2] × 100/S, so3 = [SO3] × 100/S, cl2 = [Cl2] × 100/S, f2 = [F2] × 100/S, s = [S] × 100/S et h = [H2O] × 100/S.

À côté de ces nombres proportionnels aux fractions molaires, on peut former les rapports :
- k = [K2O]/[K2O] + [Na2O] pour représenter l'alcalinité, en plus de celle résultant du nombre c ;
  - al/alk[6] ;
- mg = [MgO]/[MgO] + [FeO] + [MnO] pour estimer l'importance de MgO (dans les roches basiques et mafiques). Ce paramètre est analogue au nombre Mg# plus couramment utilisé ;
- w = 2 [Fe2O3]/[Fe2O3] + [FeO] pour caractériser le degré d'oxydation du fer.

Certaines sommes et différences de nombres de Niggli sont également intéressantes à représenter dans les diagrammes :
- al−alk ;
- (al+fm)−( c+alk) ;
- qz = si−(100 + 4 alk) si al/alk > 1, ou bien qz* = si−(100 + 3 al + alk) si al/alk < 1, pour caractériser la saturation en silice (des valeurs fortement négatives pour qz ou qz* indiquent que la roche est sous-saturée et que la minéralogie est dominée par des minéraux déficients en silice comme les feldspathoïdes, l'olivine, les oxydes, les carbonates, etc. ; les valeurs positives indiquent une sursaturation en silice et la présence de micas, de feldspaths ou d'argiles ; pour des valeurs fortement positives (> 200), la roche contient probablement du quartz).

## Intérêt
Les proportions des principaux oxydes constituant les roches, une dizaine environ, ne sont pas véritablement indépendantes en raison de la normalisation à 100 % (des fractions molaires, notamment), et aussi parce que ce sont des combinaisons spécifiques de ces oxydes, caractéristiques des minéraux les plus courants, qui distinguent les roches et contrôlent la constitution des formations géologiques. Les nombres de Niggli répondent à ces préoccupations par le regroupement de certains oxydes (nombres fm et alk) et par la normalisation à 100 de seulement (fm + c + al + alk).
Iain McDonald propose en 2024, à côté de la version classique des calculs de Niggli dans laquelle [Cr2O3] est combiné avec [Al2O3] dans le calcul de al, une version modifiée dans laquelle [Cr2O3] est combiné avec [MgO], [FeO], [MnO] et [NiO] dans le nombre fm. Il argue que dans les roches mafiques et ultramafiques riches en chromite le calcul classique peut donner l'impression que certaines données tombent dans des champs plus typiques des sédiments que des roches ignées lorsque des diagrammes impliquent al ou al−alk, alors que la version modifiée reflète l'association naturelle du chrome et du fer dans de nombreux spinelles et l'incorporation d'une quantité significative de chrome dans d'importants minéraux ferromagnésiens comme les pyroxènes.
Comparés aux schémas normatifs courants (par exemple la norme CIPW (de)), les nombres de Niggli suivent des règles plus simples avec moins de prérequis et d'hypothèses sous-jacentes, et sont suffisamment robustes pour s'adapter aux éléments manquants ou aux changements de formatage des données (par exemple FeO et Fe2O3, FeO total ou Fe2O3 total) entre différents ensembles de données, et sont pertinents pour tout type de minéral ou de roche commun (magmatique, métamorphique ou sédimentaire), et qu'il soit riche ou pauvre en éléments volatils.